# René Schmela
René Schmela (* 23. Dezember 1997 in Berlin) ist ein deutscher Ruderer.

## Karriere
2014 gewann er zusammen mit Olaf Roggensack, Wolf-Niclas Schröder und Paul Gebauer den Titel im Vierer ohne Steuermann bei den Junioren-Weltmeisterschaften. Bei der Junioren-Weltmeisterschaft 2015 startete er zusammen mit Olaf Roggensack im Zweier ohne Steuermann. Den beiden gelang es vor den Booten aus Rumänien und Griechenland erneut den Titel zu gewinnen. 2016 starteten sie wieder zu viert im Vierer ohne bei den U23-Weltmeisterschaften. Mit dem dritten Platz im Halbfinale qualifizierten sie sich für das A-Finale, wo sie den Wettbewerb auf dem fünften Platz beendeten. Ein Jahr später wechselte Schmela in den Achter und führte ihn als Schlagmann auf den fünften Platz bei den U23-Weltmeisterschaften 2017. 2018 gab er sein Debüt im Ruder-Weltcup. Beim ersten Weltcup der Saison in Belgrad ging er gemeinsam mit Felix Brummel, Nico Merget und Peter Kluge im Vierer ohne Steuermann an den Start. Nach einem zweiten Platz im Vorlauf gelang es ihnen das Halbfinale zu gewinnen und sich souverän für das A-Finale zu qualifizieren. Im Finale reichte es dann am Ende zu Platz vier.
Nachdem er den Bundesstützpunkt in Dortmund verlassen hatte, stieg er mit seinem Vereinskameraden Anton Braun in den Zweier ohne Steuermann. Gemeinsam bereiteten die beiden sich auf den nationalen Ausscheid vor. Nachdem sie diesen gewinnen konnten vertraten sie Deutschland im Zweier ohne Steuermann bei den Europameisterschaften 2020. Sie belegten den zweiten Platz im B-Finale und damit in der Endabrechnung Platz acht. Auch 2021 konnten die beiden sich in der nationalen Ausscheidung durchsetzen und sicherten sich den Startplatz im Zweier ohne bei den Europameisterschaften und der olympischen Qualifikationsregatta.

## Internationale Erfolge
- 2014: Goldmedaille Junioren-Weltmeisterschaften im Vierer ohne Steuermann
- 2015: Goldmedaille Junioren-Weltmeisterschaften im Zweier ohne Steuermann
- 2016: 5. Platz U23-Weltmeisterschaften im Vierer ohne
- 2017: 5. Platz U23-Weltmeisterschaften im Achter
- 2020: 8. Platz Europameisterschaften im Zweier ohne